# 力行村 (南投縣)
力行村是臺灣南投縣仁愛鄉的一個村，位於該鄉東北部瑞岩溪北岸，東依大同村，西接發祥村，南鄰大同與發祥村，北與翠華村接壤。村內有望洋（馬烈霸）與大洋等聚落，紅香溫泉亦位於該村。:266

## 交通動線
- 力行產業道路（投89線，力行一、二號橋）

## 設施與景點
| 由日治時期的ムカブーブ社與カムジヤウ社（望洋）兩部落所組成。1976年遷入大洋旁，同時改名新望洋。 - 合歡溪步道 - 紅香溫泉:266、267（溫泉吊橋）:130 - 力行吊橋 - 新望洋公墓 | 日治時期原稱ペルモアン社，戰後部分居民遷至發祥村內的溪門與慈峰。 - 南投縣立力行國民小學 - 南投縣政府警察局仁愛分局望洋派出所 - 真耶穌教會臺灣總會西區辦事處力行教會 - 臺灣基督長老教會泰雅爾中會馬烈霸教會 |

## 自然景觀
| - 合歡溪 - 瑞岩溪（瑞岩溪野生動物重要棲息環境） | - 西合歡山 - 梅松山 |